# Неотропическа биогеографска област
Неотропичната екозона, позната още като Неотропична област или Неотропично царство е една от осемте биогеографски области, на които е разделена земната суша. Обхваща територията на континента Южна Америка, както и региона на Централна Америка и Антилските острови. Смята се, че тази екозона притежава най-голямо биоразнообразие на планетата – тук са регистрирани най-много видове флора и фауна.

## Обхват
Неотропичната екологична зона обхваща цялата територия на Южна Америка. Към нея нерядко се добавя преходната зона с неоарктическата зона, към която принадлежат Централна Америка и Антилските острови. Обособяването на екозоната се прави въз основа на преобладаващите растителност и животински свят. В преходната зона могат да бъдат срещнати представители и на двете екозони, като неотропичните видове взимат превес с доближаването към територията на южноамериканския материк.

## История
Отделянето на неотропичната област започва преди около 110 милиона години при разпадането на континента Гондвана. От западната му част се отцепва материкът Южна Америка, чиято тектонична плоча се отделя от африканската суша и се придвижва на запад. Така между двата нови континента Африка и Южна Америка се появява дълъг проток, от който след отдалечаването на двете плочи се оформя Атлантическият океан. Растенията и животните на южноамериканската суша остават изолирани и започват свой независим път на еволюция. В резултат на географското изолиране, издигането на планинската верига на Андите в западната част (вследствие от сблъсъка на южноамериканската с тихоокеанската плоча) се образуват множество разнообразни местообитания, което води до разцвет на флората и фауната и до обособяването на множество биологични видове, които се срещат само тук.
Съществена промяна във видовото разнообразие на зоната настъпва преди около 3 милиона години, когато в резултат на срещуположното движение на южноамериканската и северноамериканската плочи се образува Панамския провлак, който свързва сухоземно двата континента. Допреди това Южна Америка има ендемична и уникална флора и фауна, в която доминират птиците и влечугите, някои от които като гигантските хищни птици се намират на върха на хранителната верига. Бозайниците са представени само от торбести и броненосци. След свързването на континентите много представители на неоарктичната фауна като мечки, едри хищници от семейство котки (пуми, ягуари, оцелоти и саблезъби тигри), тапири, мастодонти и др. навлизат в Южна Америка. Поради климатичните промени от края на терциера изчезват много от представителите на мегафауната (гигантски ленивци, гигантски броненосци, птиците – убийци и др.). Съществува алтернативна теория, предложена от американския палеонтолог Тим Фланъри, според която основна роля за изчезването на мегафауната играят праисторическите хора, които се заселват в Америка преди около 15 хил. години. Повечето учени обаче отхвърлят тази хипотеза като фантастична, тъй като броят на хората в Южна Америка по това време е бил твърде малък, а технологията, с която са разполагали не позволявала избиването на толкова много едри животни.

## Природни зони
Неотропичната екозона събира в себе си огромно разнообразие от местообитания. Най-забележителни са екваториалните гори във водосборния басейн на река Амазонка, които със своята площ от близо 5 милиона кв. км са най-обширните тропически гори и са вторият най-обширен горски масив на планетата след сибирската тайга. Амазонската дъждовна гора се смята за регионът с най-голямо видово разнообразие на планетата с над 1,5 милиона различни вида. Освен Амазония, тропическите гори покриват и атлантическото крайбрежие на Бразилия. Другата природна зона са саваните, които покриват Бразилското плато, региона Гран Чако, Парагвай и северна Аржентина. Интересен случай в обхвата на тази зона е Пантанал около река Парагвай. Това място е уникално с разнообразните си местообитания, събрани на площ, малко по-голяма от България. Друга зона са степите и полупустинните области на Патагония в южната част на континента, които се отличават с доста по-хладен климат. Особено интересни са високопланинските региони на Андите. В Еквадор, Колумбия, Перу и Боливия, където екваториалните гори се срещат с планинската верига на Андите се наблюдава изключително биоразнообразие, уникално в световен мащаб, както и редуване на всички природни зони във височина. Централните Анди са отделен район на високопланински полупустинни плата като Антиплано, характерни с големи денонощни разлики в температурите.

## Флора и фауна
Неотропичната екозона е екозоната с най-голямо биоразнообразие на планетата. На територията на зоната са регистрирани над 2500 вида птици от 31 семейства, 43 семейства риби с над 5700 вида. Сред най-типичните за екозоната бозайници могат да се откроят мравоядите, ленивците, броненосците, южноамериканските маймуни и др. Ендемични за екозоната са туканите, неотропичните папагали (особено папагалите ара), игуаните, рибите пираня и др.

## Биорегиони
Растителният и животински свят на неотропичната зона е обособен в 8 географски биорегиона, всеки от които има различен ландшафт, релеф и климатични особености.

### Амазония
Амазония е най-обширният биорегион, който обхваща близо 40 % от площта на цялата екозона. Обхваща водосборния басейн на река Амазонка (7 милиона кв. км площ) и Гвианските плата. Климатът е екваториален и субекваториален, с постоянно високи през цялата година температури (27 – 33° С) и високо количество валежи (над 2500 мм). Това е регионът с най-голямо видово разнообразие на планетата – известни са над 1,5 милиона различни видове. Почти цялата територия е заета от екваториални гори с етажирана растителност. Амазония е дом на над 2000 вида птици, сред които множество папагали, колибри и хищни птици като харпията. Тук се срещат и 5 различни семейства маймуни, както и тапири, пуми, ягуари и др. Уникално е и биоразнообразието на река Амазонка и нейните притоци, в които може да се срещнат дори нетипични, присъщи за моретата и океаните едри животни, като делфини и ламантини. 

### Ляноси
Така се нарича регионът по долното течение на река Ориноко и равнинните пространства, заключени между Ориноко и Андите. Доминират саваните и заблатените места, но отделни места са заети и от тропически гори. Животинският свят е представен от мравояди, капибари, броненосци, папагали и др.

### Централна Америка
Това е уникален регион, разположен в преходната зона между неотропичната област и обхваща Северна Америка, неоарктична област (част от холарктичната, заемаща Северна Америка, Европа и Азия). Релефът е предимно планински и с активна вулканична дейност. Поради тропическия си климат обаче и поради факта, че тук доминират характерните за Южна Америка флора и фауна, регионът се смята за част от Неотропичата екозона. Въпреки това има и някои разлики. Източното (наветрено) карибско крайбрежие е заето от влажни тропични гори, докато край западното тихоокеанско (подветрено) крайбрежие доминират саваните и редките гори. Причината е във влажните Атлантически пасати, които носят по-влажен климат на изток, докато западните брегове са по-слабо засегнати от тях, поради естествената преграда на високите планини във вътрешността. Етажирането на растителността в тропичните гори съществува, но не е толкова ясно изразено, колкото в Амазония. Въпреки това регионът може да се похвали с голямо биоразнообразие и множество ендемити.

### Антилски острови (Карибски биорегион)
Карибският биорегион обхваща Големите Антилски острови (Куба, Хаити, Ямайка и Пуерто Рико) и архипелага на Малките Антили без Тринидад и Тобаго. Антилският архипелаг попада в зоната на влажния тропичен климатичен пояс, като в наветрените части (източните и североизточните части на Големите Антили и източните части на Малките Антили) количеството на валежите е много високо (понякога над 5000 мм), докато подветрените са с по-сух климат. Растителната покривка е обусловена според количеството валежи – дъждовните райони са заети от тропически гори, докато по-сухите от ниска храстова растителност. Горите обаче са твърде ограничени по площ. На много места те са изсечени още през 17 – 20 век от европейските колонисти, за да освободят площи за отглеждане на захарна тръстика и кафе. В резултат на това голяма част от уникалните растения и животни, много от които ендемити за архипелага или отделни острови са изчезнали. Когато първите испански, френски и британски заселници пристигат тук те описват островите като райски кътчета, населени с множество уникални разноцветни птици, сред които и няколко вида папагали ара, ендемити за Хаити, Ямайка и Малките Антили, които обаче изчезват още в началото на 20 век, заради обезлесяването и търговията с пера. Въпреки това днес все още има някои оцелели ендемични видове. Доминират преди всичко птиците и влечугите. От бозайниците днес съществува единствено соленодонът. За сметка на това голямо е биоразнообразието под водата – в кораловите рифове на Карибско море.

### Източна Южна Америка
Източна Южна Америка обхваща обширна територия, заета от обширното Бразилско плато, Гран Чако и заблатената низина Пантанал. Климатът е субекваториален с два годишни сезони – сух и влажен, определяни от летните и зимните мусони.
Поради това по-голямата част от биорегиона е покрита със савани, листопадни гори и ниски храстови формации, известни в Бразилия като Каатинга. Дърветата могат да бъдат масивни като бутилковото дърво, приспособено да издържа продължителната зимна суша или издръжливи като акациите. Изключение прави атлантическото крайбрежие на Бразилия, покрито с дъждовни тропически гори. Интересен феномен в тази зона представлява низината Пантанал. През дъждовния сезон тук валежите са толкова изобилни, че нивата на реките нарастват понякога с над 6 метра и образуват огромна заливна площ с острови от растителност. През сухия период остават само малки пресъхващи езерца. Пантанал има уникално биоразнообразие, като държи световен рекорд по брой птици. Един от типичните обитатели на региона е хиацинтовият ара – най-едрият папагал в света. Друга биогеографска област е Серадо, която се състои от влажни савани и обхваща почти цялата площ на Бразилското плато. За разлика от по-сухите савани в Гран Чако, Серадо притежава значително по-голямо разнообразие от видове, много от които са ендемити. Серадо е дом на над 800 вида дървета. Тук живеят 837 вида птици, 161 вида бозайници, над 150 вида земноводни и 120 вида влечуги. Регионът се слави с най-голямото разнообразие от мравки в света. Най-характерни за Серадо са гигантските кули на термитите, които изпъстрят целия пейзаж.

### Северни Анди
Биорегионът заема северните части на Андите, разположени на териториите на Венецуела, Колумбия, Еквадор, Перу и Северна Боливия. Тази част на планините се характеризира с изключително голямо биоразнообразие, обусловено от факта, че ниските части и предпланините попадат в зоната на екваториалните гори. Във височина могат да се проследят всички природни зони на планетата, които в хоризонтална проекция се редуват от екватора към полюса. Най-високите части са зоните на вечните снегове, което е уникално, защото географски са разположени около екватора. Северните Анди са дом на около 1700 вида птици, 600 вида бозайници и над 600 вида влечуги. Около 35 % от видовете в този регион са ендемити.

### Централни Анди
Централните Анди имат оскъдна високопланинска и полупустинна растителност. Тук се намира високото плато Антиплано. Растителността се състои от кактуси и треви, а животинския свят е представен от лами, алпаки, пуми и др. Един от най-забележителните обитатели на непристъпните висини на централните Анди е андският кондор, считан за най-едрата летяща птица в света, с размах на крилете над 3 метра.

### Патагония
Патагония е сухо плато в най-южната част на екозоната. Климатът е хладен и сух, поради което и растителността е оскъдна и пригодена към екстремните условия. Характерни за този биорегион животински видове са щраусите нанду, ламите, алпаките и пумите.